# Peluszioni Szent Izidor
Peluszioni Szent Izidor vagy latinosan Pelusiumi Szent Isidorus (latinul: Isidorus Pelusiota), (Alexandria, 370 körül – Peluszion, 435/440 körül) ókeresztény egyiptomi szerzetes, egyházi író.

## Élete és művei
Klasszikus műveltségű és teológiai képzettségű egyiptomi apát volt. Rövid terjedelmű, csiszolt stílusú fennmaradt leveleinek száma 2012-re tehető. Ezek elsősorban aszketikus–erkölcstani és egzegetikai kérdésekkel foglalkoznak; de Izidor állást foglal az egyház és a világ sokféle eseményében is. (Nem összekeverendő Egyiptomi Szent Izidorral.)